# Transhelvetischer Kanal
Als Transhelvetischer ‚Kanal‘ wird das Projekt bezeichnet, einen direkten Wasserweg zwischen Mittelmeer und Nordsee zu bauen, der durch die Schweiz führt.

## Geschichte
Schiffsleute und Wasserbauingenieure dachten seit 350 Jahren über einen direkten Wasserweg zwischen Nordsee und Mittelmeer nach. Der Wasserweg würde von der Nordsee über Rhein und Aare in den Bielersee führen, von da über den Zihlkanal in den Neuenburgersee und weiter über die Europäische Hauptwasserscheide zum Genfersee, wo die Rhone die Fortsetzung bis zum Mittelmeer gewesen wäre. Das technisch schwierigste Stück ist zweifelsohne die Verbindung zwischen Neuenburgersee und Genfersee, wo nach der Wasserscheide zum Genfersee 85 Höhenmeter auf knapp 20 km überwunden werden müssen.

### Canal d’Entreroches
Schon im 17. Jahrhundert sollte der Canal d’Entreroches den Neuenburger- mit dem Genfersee durch die enge Schlucht von Entreroches verbinden. Im Jahr 1638 wurden die Arbeiten dazu aufgenommen und die Verbindung zwischen Orbe und Cossonay über die Wasserscheide und durch diese Schlucht tatsächlich realisiert. Aus finanziellen Gründen wurden die Arbeiten 1648 jedoch aufgegeben und das verbleibende Kanalstück auf der Venoge bis zum Genfersee mit einer Höhendifferenz von 59 Metern nie fertiggestellt.

### Projekte im 20. Jahrhundert
Nachdem im Sommer 1904 der erste Schleppverband der modernen Güterschifffahrt Basel erreichte, erwachte das Interesse an der Binnenschifffahrt in der Schweiz. In die Schweizer Bundesverfassung wurde 1908 ein Artikel aufgenommen, wonach neben der Wasserkraftnutzung auch die Binnenschifffahrt zu berücksichtigen sei. Ein Jahr später wurde die Association Romande pour la Navigation intérieure ‚Verein der französischsprachigen Schweiz für die Binnenschifffahrt‘ gegründet, die 1910 strategisch in Association Suisse pour la Navigation du Rhône au Rhin ‚Schweizerischer Rhone-Rhein-Schiffahrtsverband (SRRS)‘ umbenannt wurde. Der Verband setzte sich zum Ziel, die Schweizer Binnenschifffahrt zu fördern und im Besonderen die Möglichkeit, Rhein und Rhone durch die Schweiz zu verbinden, zu untersuchen. Er ernannte einen Ausschuss, der ein detailliertes Projekt erarbeitete, das 1911 am dritten Kongress der Binnenschifffahrt in Lyon vorgestellt wurde.

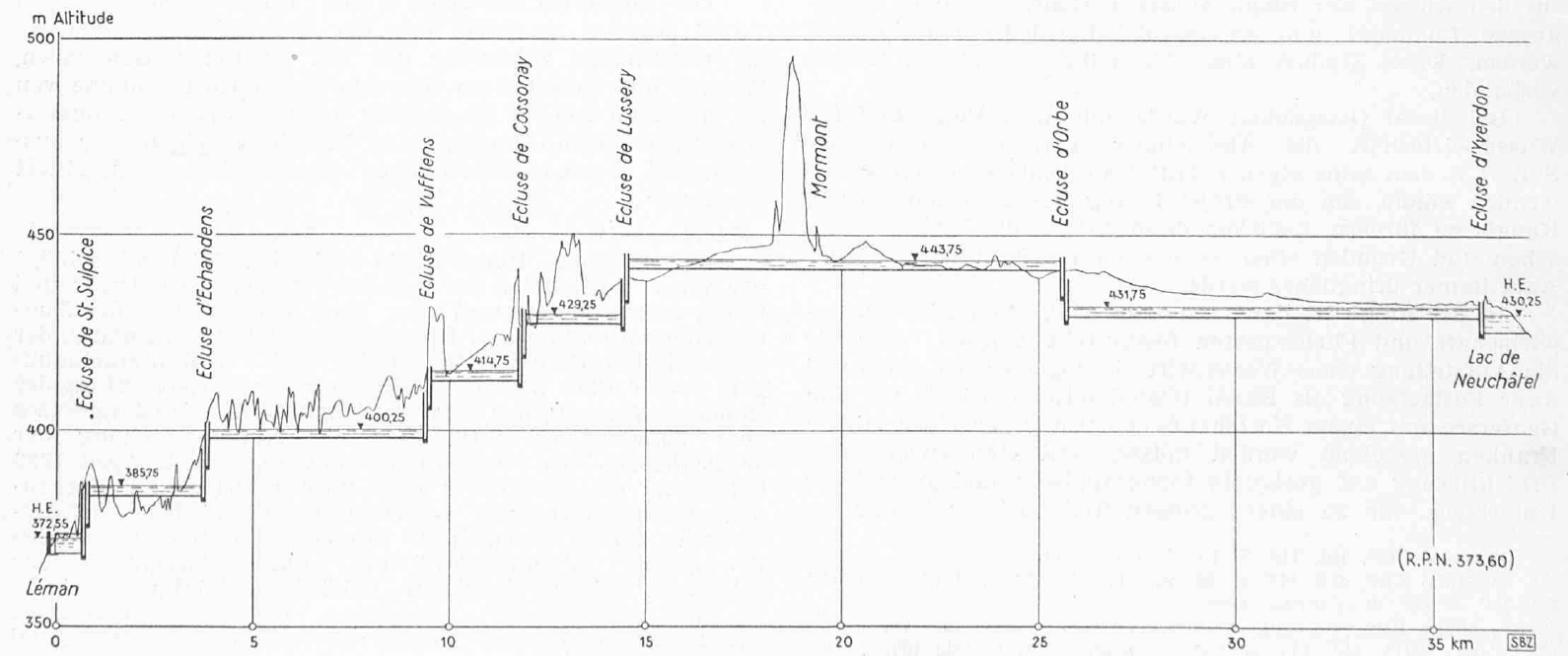
Längenprofil des 1912 geplanten Entreroches-Kanals

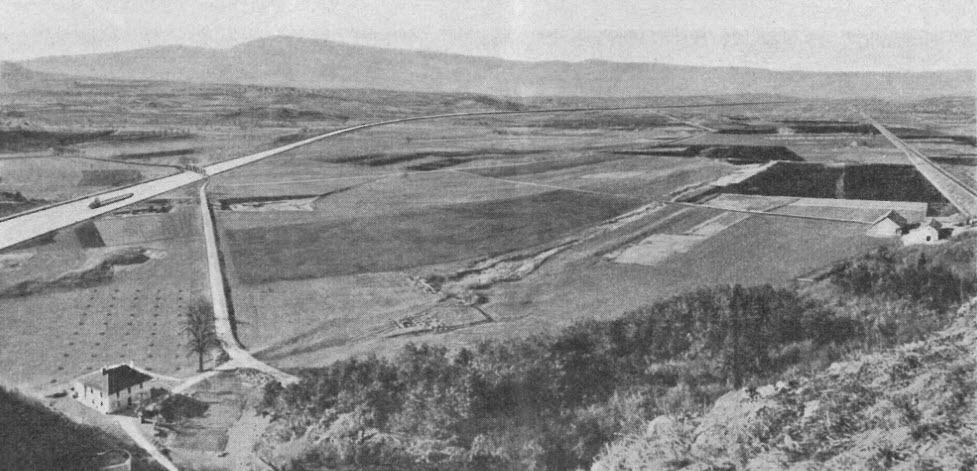
Orbeebene mit dem geplanten Kanal, Montage von ca. 1912

Im Jahre 1912 stellte W. Martin das Projekt eines neuen Canal d’Entreroches vor. Fünf Schleusen sollten vom Genfersee zur Wasserscheide führen, zwei weitere bis in den Neuenburgersee.
1916 wurde im Bundesgesetz verankert, dass bei der Wasserkraftnutzung die Schifffahrt zu berücksichtigen sei. Der SRRS war ein nützliches Forum um das Interesse der Genfer Bürger und Wirtschaft an einem Wasserweg zum Rhein zu fördern. Genf interessierte sich aber auch für einen Schifffahrtsweg nach Lyon und Marseille. Die Genfer Handelskammer gründete deshalb zusammen mit anderen Handelskammern im oberen Rhonetal das Comité franco-suisse du Haute-Rhône. Das Komitee kam aber schnell in Konflikt mit dem französischen Corps des ingénieurs des ponts et chaussées, das keine Interesse an einer Wasserstrasse zeigte und seine Wasserkraftprojekte an der oberen Rhone verfolgte.
Im Bundesratsbeschluss vom 4. April 1923 wurde festgehalten, dass der Ausbau der Wasserkraft das Befahren der Aare vom Bielersee bis in den Rhein und der Zihl zwischen Neuenburger- und Bielersee nicht behindern darf. Die vorgenannten Flussstrecken sollten bei Bedarf für das Befahren mit Schlepper und Schleppkähnen von 1000 bis 1200 t Fassungsvermögen hergerichtet werden können.
Nach dem Ausbruch des Zweiten Weltkrieges entstand erneut Interesse, die Rhone bis Genf schiffbar zu machen, damit bei Unterbrechung der Versorgung über den Rhein ein zweiter Zugang zu einem Meerhafen vorhanden gewesen wäre, was den SRRS dazu bewog, an einer Versammlung in Neuenburg zu beschliessen, dass zuerst das Rhone-Projekt umzusetzen sei, bevor der Transhelvetische Kanal in Angriff genommen werden könne. Nachdem der Bund, der Kanton und die Stadt Genf die Finanzierung der Studie für dieses Projekt zusagte, konnte sie 1942 vergeben werden.
Der SRRS konzentrierte sich nun wieder auf den Transhelvetischen Kanal und erreichte 1943 beim Bund, dass dieser sich zur Hälfte an den Kosten einer Studie beteiligen würde unter der Bedingung, dass die andere Hälfte durch den SRRS, Kantonen, Gemeinden und privaten Interessenten aufgebracht wird. Nachdem die Finanzierung 1946 gesichert werden konnte, erliess der Bund 1947 eine Botschaft zur Ausschaffung einer Studie durch den SRRS. Der Ausbau des Kanals sollte aber nur noch bis Brugg für 1200 t Schleppverbände geschaffen werden, weiter westlich sollten selbstfahrende 900-t-Gütermotorschiffe genügen. Der SRRS legte 1953 die Vorprojekt für die Schiffbarmachung der Aare, den Entreroches-Kanal und der Schiffbarmachung der oberen Rhone zwischen Lyon und Genf vor.

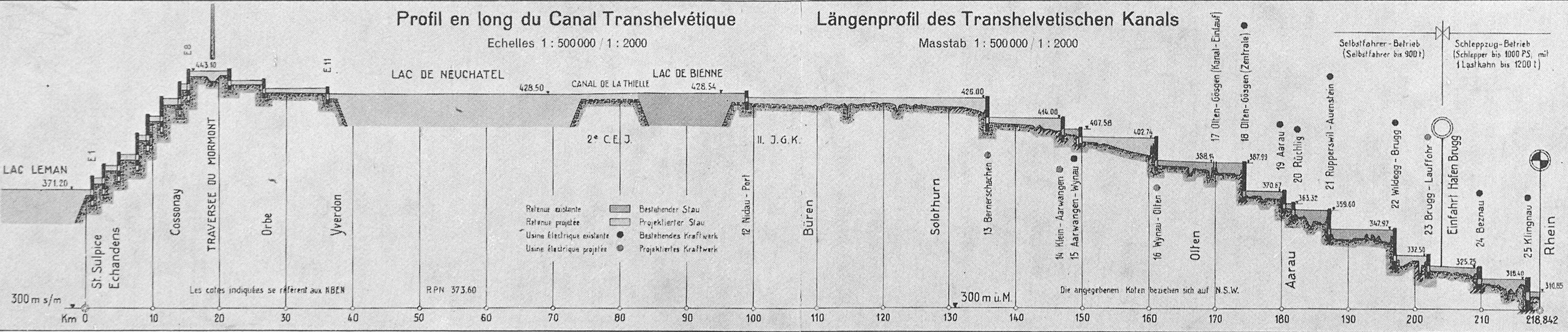
Längenprofil des Transhelvetischen Kanals

Während der Planungsphase zur Zweiten Juragewässerkorrektion im Jahr 1957 traf ein Begehren der nationalrätlichen Kommission ein, worin unter anderem die Prüfung der Schiffbarmachung der Aare, der Juraseen und eine Verbindung zwischen Neuenburger- und Genfersee verlangt wurde. Kurz danach setzte die Schweizer Regierung zusammen mit Deutschland eine Kommission ein, die ein gemeinsames Projekt für die Schiffbarmachung des Hochrheins von Basel bis zum Bodensee prüfen sollte, das 1961 vorgestellt wurde.
Ohne das Arbeitsergebnis der Kommission abzuwarten, propagierte eine Werbefirma den «Transhelvetischen Kanal». Laut Aussage dieser Werbung sei die Flussstrecke zwischen Bielersee und Aaremündung in den Rhein mit 14 Staustufen zu bewerkstelligen und damit eine Frachtschifffahrt möglich. Urheber dieser Aktion war die Transhelvetica AG. 1963 legte der SRRS überarbeitete Versionen der Projekte vor, wobei die Schleusen so vergrössert wurden, dass sie auch von 165 m langen Schubverbände mit einer Breite von 12 m hätten genutzt werden können.
Die Aktivitäten der Befürworter einer transhelvetischen Schifffahrt führten 1964 zur Gründung der interkantonalen Arbeitsgemeinschaft zum Schutz der Aare (ASA), die solche und ähnliche Projekte unbedingt vermeiden wollte.
Der Schweizer Wasserwirtschaftsverband hielt den Aareausbau für nicht verwirklichungsfähig. Dennoch wurde die Option Rhone-Rhein-Kanal in der politischen Agenda behalten und war selbst 1967 noch auf der Traktandenliste der Sessionen der Landesregierung. Dementsprechend aufmerksam blieb die Opposition. Unterstützung erhielt die ASA unter anderem vom Rheinaubund und der Interessengemeinschaft Bielersee. Im Jahr 1970 gründeten 33 Organisationen die Aqua viva, die nationale Aktionsgemeinschaft zur Erhaltung der Flüsse und Seen.

### Ende des Projektes
Die Meinung des Bundesrates war unentschieden, da er keinen konkreten Entscheid betreffend Freihaltung von Wasserstrassen für die Güterschifffahrt fällen wollte. Noch heute existiert kein Freihaltegesetz, nur eine Verordnung von 1993 regelt die Freihaltung von Wasserstrassen. Sie ersetzt den Bundesratsbeschluss vom 4. April 1923 und hält nur noch fest, dass Projekte an der Aare von der Rheinmündung bis zum Klingnauer Stausee und an der Rhone von der Landesgrenze bis zum Genfersee vom Bundesamt für Verkehr bewilligt werden müssen. Die Verordnung macht aber keine Aussage mehr, wie die Schifffahrt auf diesen Strecken zu berücksichtigen ist.
Im Jahr 2006 gab der Kanton Waadt die für den Kanal vorgesehenen Landstriche raumplanerisch frei. Die Idee des Transhelvetischen Kanals wurde endgültig fallen gelassen.

## Projekt von 1963
Das Projekt von 1963 gliederte sich in fünf Teilprojekte: die Abschnitte Basel–Aaremündung und Aaremündung–Yverdon, den Entreroches-Kanal, Haut-Rhône ‚Hochrohne‘ von Lyon bis zur Schweizergrenze und den Abschnitt Schweizergrenze–Genfersee. Das Investitionsvolumen für das Gesamtprojekt betrug 1,67 Mia. Franken Anfangs 1963, was teuerungsbreinigt 6,4 Mia. Franken Mitte 2021 entsprach. Zuerst sollten die Abschnitte Basel–Aremündung und Lyon–Genfersee umgesetzt werden, der Abschnitt von der Aaremündung bis Yverdon wäre mittelfristig umgesetzt worden und der letzte Abschnitt wäre der Entreroches-Kanal gewesen.
Die einzelnen Abschnitte liessen sich wie folgt beschreiben:
Abschnitte Basel–Aaremündung
1963 war der Rhein bereits bis Rheinfelden schiffbar, sodass nur noch der Abschnitt bis zur Aaremündung bei Koblenz zu bewältigen war. Die fünf Kraftwerke auf dieser Strecke hatten bereits einen 66 km langen Abschnitt mit flachem Wasser geschaffen, es hätten somit nur die fünf Schleusen zur Überwindung der Kraftwerksstufen gebaut werden müssen. Die Kosten für dieses Bauvorhaben wurden anfangs 1963 auf 140 Mio. Franken geschätzt.
Abschnitte Aaremündung–Yverdon
Von der Aaremündung bis Yverdon wären 13 Stufen nötig gewesen, von denen bereits 11 gebaut waren oder spätestens 1966 bereits im Bau waren – es fehlten somit nur noch die Stufe bei Brugg-Lauffohr unmittelbar vor der Reussmündung und diejenige bei Boningen oberhalb des Kraftwerk Ruppoldingen. Bis 1972 sollte mehr als die Hälfte des 90 km langen Abschnitts durch die zweite Juragewässerkorrektion ausgebaut worden sein, sodass für die verbleibenden Arbeiten anfangs 1963 mit einem Aufwand von 320 Mio. Franken gerechnet wurde.
Entreroches-Kanal
Der Kanal hätte den Neuenburgersee mit dem Genfersee verbunden. Zehn Schleusen waren geplant, um einen Höhenunterschied von 85 m zu überwinden. Das für den Kanal benötigte Wasser wäre aus dem Neuenburgersee gepumpt worden, weil die Flüsse und Bäche für die Wasserhaltung zu wenig Wasser führten. Die Kosten für den Entreroches-Kanal wurden anfangs 1963 auf 385 Millionen Franken geschätzt.
Haut-Rhône Lyon–Schweizergrenze
Zwischen der Schweizergrenze und Lyon hat die Rhone ein Gefälle von etwa 70 m. Nach den Plänen der Compagnie nationale du Rhône waren acht Kraftwerke vorgesehen, um die gesamte Wasserkraft in diesem Abschnitt zu nutzen. Drei davon waren bereits gebaut (Louage, Seyssel und Génissiat), die restlichen fünf Kraftwerke waren geplant. Um die obere Rhône schiffbar zu machen, wäre der Bau mehrerer Schleusen nötig gewesen, bei Génissiat wäre ein Schiffshebewerk erforderlich gewesen. Die Kosten für den Ausbau zwischen Lyon und der Schweizer Grenze wurden am 1. Januar 1963 auf 485 Mio. Franken geschätzt.
Abschnitt Schweizergrenze–Genfersee
An der Schweizergrenze wäre bei Etourel eine weitere Stufe nötig gewesen. Neben der entsprechenden Schleuse hätten zwischen Grenze und Genfersee drei weitere Schleusen gebaut werden müssen. Die Stadt selbst wäre mit einem fünf Kilometer langen Tunnel durchfahren worden. Die Kosten für den Bau des Teilstücks zwischen der Landesgrenze und dem Genfersee werden ab anfangs 1963 auf 340 Millionen Franken geschätzt.